# Adenosindifosfát
Adenosindifosfát (Adenosine DiPhosphate - ADP) je jeden z nukleotidů. Skládá se z nukleové báze adeninu, ribózy a dvou fosfátů.
Kromě adenosindifosfátu existuje adenosintrifosfát (ATP), který má tři fosfáty, a adenosinmonofosfát (AMP), který má pouze jeden fosfát.  Z těchto tří molekul má ATP nejvyšší energii, ADP střední a AMP nejnižší. Tyto energetické poměry vycházejí z toho, že tři fosfátové skupiny jsou v biologických systémech negativně nabité a příliš blízko sebe, proto se vzájemně odpuzují a jejich stav se dá srovnat s napnutou pružinou.

## Vznik ADP

Cyklus hydrolýzy a syntézy ATP z ADP. V bodě 1 dochází k uvolnění energie a v bodě 2 dochází k přísunu energie.

ADP vzniká hydrolýzou (nebo také defosforylací) ATP činností enzymů ATPáz. Naopak pomocí enzymu ATP syntáza se z ADP opět vytváří ATP.  ADP se na ATP mění například při fotosyntéze (pomocí sluneční energie) nebo při buněčné respiraci (pomocí energie získané rozkladem glukózy).

## Význam ADP
Přeměna energeticky bohatého ATP na ADP je zdrojem energie pro buněčné reakce prakticky ve všech živých organismech. Tyto reakce mají zásadní význam pro přenos energie v buňce:
- Ve všech živočiších se tyto reakce zúčastňují buněčného dýchání  a odehrávají se v buněčných mitochondriích.
- Ve všech rostlinách se tyto reakce zúčastňují fotosyntézy a odehrávají se v buněčných chloroplastech.

## Biologický cyklus ATP a ADP
Biologický cyklus ATP a ADP probíhá prakticky neustále a je vratný:
- Hydrolýza molekuly ATP na ADP způsobí uvolnění energie uložené ve vazbě konečného fosfátu. Tato reakce poskytuje energii pro většinu biologických procesů.
- Syntéza molekuly ADP na ATP vyžaduje přísun energie z uvolněného fosfátu a produkuje molekulu H2O. Tato reakce probíhá při buněčném dýchání.